# 高崎たけまる
高崎 たけまる（たかさき たけまる、5月27日 - ）は、日本の成人向け漫画家。群馬県出身。
東京農業大学第二高等学校出身、中央大学出身。ペンネームは高崎市と大学時代に漫画研究会で使っていた「たけ。」に由来。所属サークル「LEMMING(S)」の紹介によると良識のある人に見え、とても成年18禁漫画を書いているような人に見えないという。また、ギャルゲーとラノベ（ライトノベル）が栄養源らしい。

## デビュー以後
2005年7月発売のコアマガジン『コミックメガストアH』8月号の「放課後の共犯関係」で商業誌デビュー。以後は同じくコアマガジン『コミックメガプラス』において偶数月発売号に読み切りを連載中（ただし初掲載は奇数月発売号）。
なお、『コミックメガプラス』は2007年11月発売号をもって休刊したため現在は後継誌である『コミック0EX』に掲載を移している。

## 作品リスト

### 単行本
1. 『Fresh Goddess』 （2008年9月10日発売[5]、コアマガジン〈ホットミルクコミックス273〉、ISBN 978-4-86252-467-6）
2. 『快楽ユーフォリアホット』 （2010年8月10日発売[5]、コアマガジン〈ホットミルクコミックス326〉、ISBN 978-4-86252-902-2）
3. 『当主な俺と×××な彼女』 （2012年10月10日発売[5]、コアマガジン〈ホットミルクコミックス384〉、ISBN 978-4-86436-391-4）
4. 『イバラヒメ』 （2014年10月10日発売[5]、コアマガジン〈ホットミルクコミックス408〉、ISBN 978-4-86436-692-2）
5. 『だめっ娘ガールズ。』 （2015年7月17日発売[6]、竹書房〈バンブーコミックス COLORFUL SELECT〉、ISBN 978-4-8019-5244-7） ※一般向け
6. 『エムエムマテリアルズ』 （2016年7月30日発売[5]、コアマガジン〈ホットミルクコミックス429〉、ISBN 978-4-86436-942-8）
7. 『真理亜さんのお気に召すまま』 （2018年12月28日発売[5]、コアマガジン〈ホットミルクコミックス451〉、ISBN 978-4-86653-252-3）